# WWE Survivor Series
Die Survivor Series ist eine der Großveranstaltungen des Wrestling-Marktführers WWE und gehört neben dem SummerSlam, dem Royal Rumble, Money in the Bank und WrestleMania zu den „Big Five“ Pay-per-View-Veranstaltungen (PPV) der WWE.
Zusammen mit Wrestlemania, Royal Rumble und SummerSlam ist die Survivor Series eine Veranstaltung, bei der Wrestler der beiden WWE-Kader, Raw und SmackDown (bis 2009 auch ECW und seit 2019 NXT) gegeneinander antreten.

## Geschichte

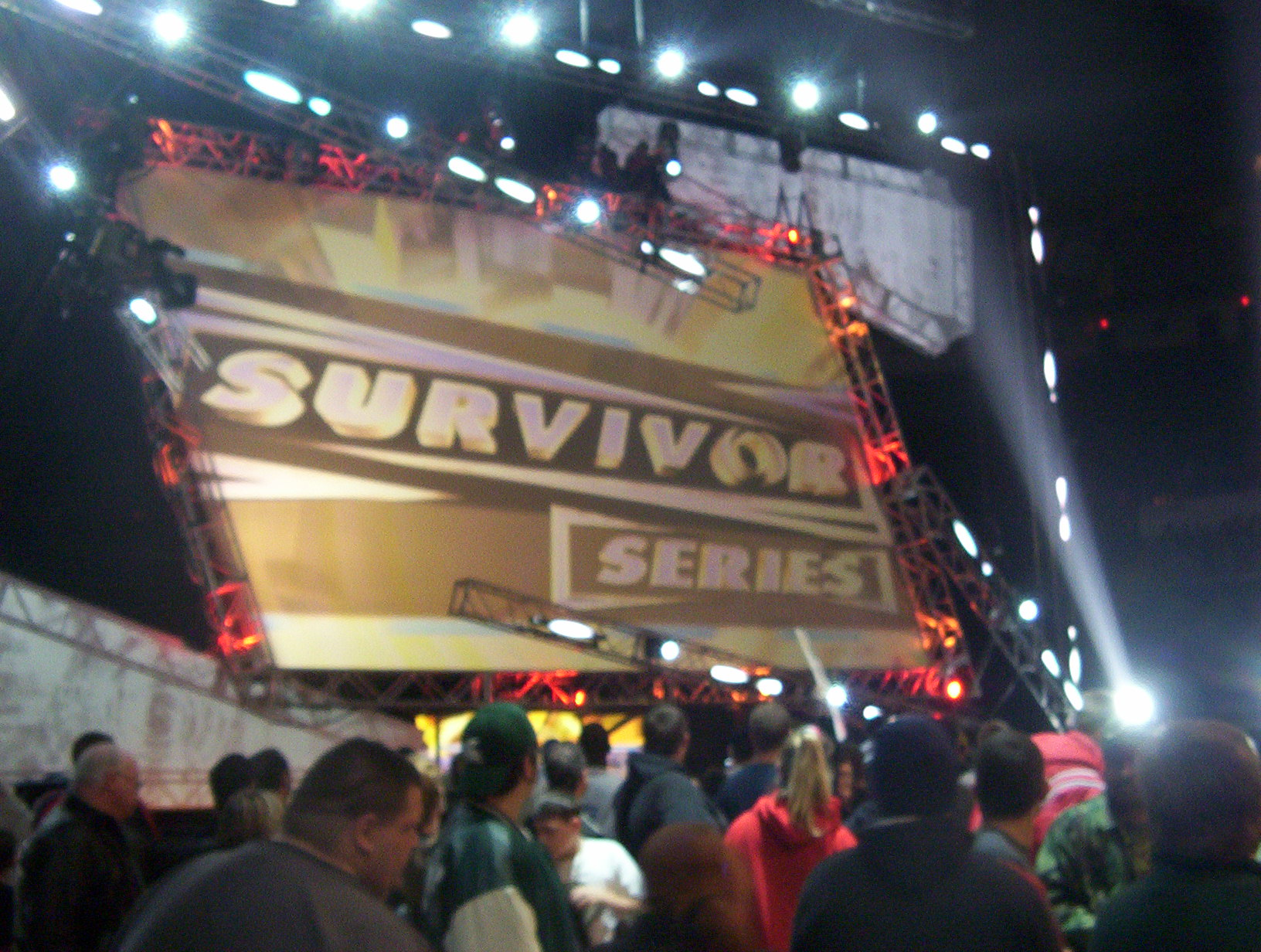
Das Survivor Series Event im Jahr 2005.

Die Veranstaltung fand ursprünglich jedes Jahr am Tag des Erntedankfestes statt und war als eine Art Tradition zu diesem Fest gedacht. In späteren Jahren wich man jedoch von diesem Datum ab und das Fest fand keinerlei Erwähnung mehr.
Die erste Ausgabe der Veranstaltung fand am 25. November 1987 im Coliseum at Richfield in Richfield, Ohio statt. Das Konzept waren Tag Team Ausscheidungsmatches, bei denen sich Teams mit mindestens je vier Mitgliedern gegenüberstanden. Das Team, welches zuerst alle Mitglieder des gegnerischen Teams durch Pin, Aufgabe, Auszählen oder Disqualifikation zum Ausscheiden bringt, wird zum Sieger erklärt. Bei den ersten Veranstaltungen dieser Art fanden ausschließlich solche Ausscheidungsmatches statt. Dies änderte sich erst im Jahr 1991, als der Undertaker gegen Hulk Hogan ein Titel-Match bestritt.
Später verloren die klassischen Ausscheidungsmatches der Survivor Series zunehmend an Bedeutung, im Jahr 1992 fand nur noch ein solches Match statt, und die 1998er Ausgabe stand ganz im Zeichen eines Turniers zur Ermittlung eines neuen WWE World Champions. Zu Zeiten der Kadertrennung zwischen RAW und SmackDown! (bis 2009 auch ECW) wird das Konzept der Ausscheidungsmatches auch genutzt, um beide Marken gegeneinander antreten zu lassen.
Am 11. Februar 2010 gab WWE-Präsident Vince McMahon bekannt, dass man das Konzept für veraltet hält und die Großveranstaltung ersetzen würde. Am 8. Juni 2010 revidierte er diese Aussage allerdings und verkündete, dass die Survivor Series doch weitergeführt werde.

## Liste der Veranstaltungen
| #  | Veranstaltung                    | Datum             | Ort                        | Arena                       | Zuschauer | Main Event |
| -- | -------------------------------- | ----------------- | -------------------------- | --------------------------- | --------- | --- |
| 01 | Survivor Series (1987)           | 26. November 1987 | Richfield, Ohio            | Coliseum at Richfield       | 21.300    | André the Giant, One Man Gang, King Kong Bundy, Butch Reed und Rick Rude vs. Hulk Hogan, Paul Orndorff, Don Muraco, Ken Patera und Bam Bam Bigelow in einem 5-on-5-Survivor-Series-Match                           |
| 02 | Survivor Series (1988)           | 24. November 1988 | Richfield, Ohio            | Coliseum at Richfield       | 13.500    | Hulk Hogan, Randy Savage, Hercules, Koko B. Ware und Hillbilly Jim vs. Akeem, Big Boss Man, Ted DiBiase, Haku und The Red Rooster in einem 5-on-5-Survivor-Series-Match                                            |
| 03 | Survivor Series (1989)           | 23. November 1989 | Rosemont, Illinois         | Rosemont Horizon            | 15.924    | The Ultimate Warriors (The Ultimate Warrior, Shawn Michaels, Marty Jannetty und Jim Neidhart) vs. The Heenan Family (Bobby Heenan, André the Giant, Haku und Arn Anderson) in einem 4-on-4-Survivor-Series-Match   |
| 04 | Survivor Series (1990)           | 22. November 1990 | Hartford, Connecticut      | Hartford Civic Center       | 16.000    | Hulk Hogan, The Ultimate Warrior und Tito Santana vs. Ted DiBiase, Rick Martel, The Warlord, Hercules und Paul Roma in einem 3-on-5-Grand-Finale-Survivor-Series-Match                                             |
| 05 | Survivor Series (1991)           | 27. November 1991 | Detroit, Michigan          | Joe Louis Arena             | 17.500    | Big Boss Man, Hawk und Animal vs. Irwin R. Schyster, Earthquake und Typhoon in einem 3-on-3-Survivor-Series-Match                                                                                                  |
| 06 | Survivor Series (1992)           | 25. November 1992 | Richfield, Ohio            | Coliseum at Richfield       | 17.500    | Bret Hart (c) vs. Shawn Michaels um die WWF World Heavyweight Championship |
| 07 | Survivor Series (1993)           | 24. November 1993 | Boston, Massachusetts      | Boston Garden               | 15.509    | The All-Americans (Lex Luger, The Undertaker, Rick Steiner und Scott Steiner) vs. The Foreign Fanatics (Yokozuna, Crush, Ludvig Borga und Quebecer Jacques) in einem 4-on-4-Survivor-Series-Match                  |
| 08 | Survivor Series (1994)           | 23. November 1994 | San Antonio, Texas         | Freeman Coliseum            | 10.000    | The Undertaker vs. Yokozuna in einem Casket-Match mit Gast-Ringrichter Chuck Norris |
| 09 | Survivor Series (1995)           | 19. November 1995 | Washington, D.C.           | USAir Arena                 | 14.500    | Diesel (c) vs. Bret Hart in einem No-Disqualification-Match um die WWF World Heavyweight Championship |
| 10 | Survivor Series (1996)           | 17. November 1996 | New York City, New York    | Madison Square Garden       | 18.647    | Shawn Michaels (c) vs. Sycho Sid um die WWF World Heavyweight Championship |
| 11 | Survivor Series (1997)           | 9. November 1997  | Montreal, Quebec           | Molson Centre               | 20.593    | Bret Hart (c) vs. Shawn Michaels um die WWF World Heavyweight Championship |
| 12 | Survivor Series (1998)           | 15. November 1998 | St. Louis, Missouri        | Kiel Center                 | 19.322    | Mankind vs. The Rock im Turnierfinale um die Vakante WWF Championship |
| 13 | Survivor Series (1999)           | 14. November 1999 | Detroit, Michigan          | Joe Louis Arena             | 18.735    | Triple H (c) vs. The Rock vs. Big Show in einem Triple-Threat-Match um die WWF Championship |
| 14 | Survivor Series (2000)           | 19. November 2000 | Tampa, Florida             | Ice Palace                  | 18.610    | Steve Austin vs. Triple H in einem No-Disqualification-Match |
| 15 | Survivor Series (2001)           | 18. November 2001 | Greensboro, North Carolina | Greensboro Coliseum Complex | 10.142    | Team WWF (The Rock, Chris Jericho, The Undertaker, Kane und Big Show) vs. Team Alliance (Steve Austin, Rob Van Dam, Kurt Angle, Booker T und Shane McMahon) in einem Winner-Takes-All-5-on-5-Survivor-Series-Match |
| 16 | Survivor Series (2002)           | 17. November 2002 | New York City, New York    | Madison Square Garden       | 17.930    | Triple H (c) vs. Shawn Michaels vs. Chris Jericho vs. Kane vs. Rob Van Dam vs. Booker T in einem Elimination-Chamber-Match um die World Heavyweight Championship                                                   |
| 17 | Survivor Series (2003)           | 16. November 2003 | Dallas, Texas              | American Airlines Center    | 13.457    | Goldberg (c) vs. Triple H um die World Heavyweight Championship |
| 18 | Survivor Series (2004)           | 14. November 2004 | Cleveland, Ohio            | Gund Arena                  | 7.500     | Team Orton (Randy Orton, Chris Benoit, Chris Jericho und Maven) vs. Team Triple H (Triple H, Edge, Batista und Gene Snitsky) in einem 4-on-4-Survivor-Series-Match                                                 |
| 19 | Survivor Series (2005)           | 27. November 2005 | Detroit, Michigan          | Joe Louis Arena             | 15.000    | Team Raw (Shawn Michaels, Kane, Big Show, Carlito und Chris Masters) vs. Team SmackDown (Batista, Rey Mysterio, John Layfield, Bobby Lashley und Randy Orton) in einem 5-on-5-Survivor-Series-Match                |
| 20 | Survivor Series (2006)           | 26. November 2006 | Philadelphia, Pennsylvania | Wachovia Center             | 15.400    | King Booker (c) vs. Batista um die World Heavyweight Championship |
| 21 | Survivor Series (2007)           | 18. November 2007 | Miami, Florida             | American Airlines Arena     | 12.000    | Batista (c) vs. The Undertaker in einem Hell-in-a-Cell-Match um die World Heavyweight Championship |
| 22 | Survivor Series (2008)           | 23. November 2008 | Boston, Massachusetts      | TD Banknorth Garden         | 15.825    | Chris Jericho (c) vs. John Cena um die World Heavyweight Championship |
| 23 | Survivor Series (2009)           | 22. November 2009 | Washington, D.C.           | Verizon Center              | 12.500    | John Cena (c) vs. Triple H vs. Shawn Michaels in einem Triple-Threat-Match um die WWE Championship |
| 24 | Survivor Series (2010)           | 21. November 2010 | Miami, Florida             | American Airlines Arena     | 8.000     | Randy Orton (c) vs. Wade Barrett um die WWE Championship mit Gast-Ringrichter John Cena |
| 25 | Survivor Series (2011)           | 20. November 2011 | New York City, New York    | Madison Square Garden       | 16.749    | John Cena und The Rock vs. The Miz und R-Truth (Awesome Truth) |
| 26 | Survivor Series (2012)           | 18. November 2012 | Indianapolis, Indiana      | Bankers Life Fieldhouse     | 8.500     | CM Punk (c) vs. John Cena vs. Ryback in einem Triple-Threat-Match um die WWE Championship |
| 27 | Survivor Series (2013)           | 24. November 2013 | Boston, Massachusetts      | TD Garden                   | 13.500    | Randy Orton (c) vs. Big Show um die WWE Championship |
| 28 | Survivor Series (2014)           | 23. November 2014 | St. Louis, Missouri        | Scottrade Center            | 19.150    | Team Cena (John Cena, Dolph Ziggler, Big Show, Erick Rowan und Ryback) vs. Team Authority (Seth Rollins, Kane, Mark Henry, Rusev und Luke Harper) in einem 5-on-5-Survivor-Series-Match                            |
| 29 | Survivor Series (2015)           | 22. November 2015 | Atlanta, Georgia           | Philips Arena               | 14.481    | Roman Reigns (c) vs. Sheamus und die WWE World Heavyweight Championship |
| 30 | Survivor Series (2016)           | 20. November 2016 | Toronto, Ontario - Kanada  | Air Canada Centre           | 17.143    | Goldberg vs. Brock Lesnar |
| 31 | Survivor Series (2017)           | 19. November 2017 | Houston, Texas             | Toyota Center               | 14.478    | Team Raw (Kurt Angle, Braun Strowman, Finn Bálor, Samoa Joe und Triple H) vs. Team SmackDown (Shane McMahon, Randy Orton, Bobby Roode, Shinsuke Nakamura und John Cena) in einem 5-on-5-Survivor-Series-Match      |
| 32 | Survivor Series (2018)           | 18. November 2018 | Los Angeles, Kalifornien   | Staples Center              | 16.325    | Brock Lesnar vs. Daniel Bryan |
| 33 | Survivor Series (2019)           | 24. November 2019 | Rosemont, Illinois         | Allstate Arena              | 13.271    | Becky Lynch vs. Bayley vs. Shayna Baszler in einem Triple-Threat-Match |
| 34 | Survivor Series (2020)           | 22. November 2020 | Orlando, Florida           | Amway Center                | 0         | Drew McIntyre vs. Roman Reigns in einem Champion vs. Champion Match |
| 35 | Survivor Series (2021)           | 21. November 2021 | Brooklyn, New York         | Barclays Center             | 15.120    | Big E vs. Roman Reigns in einem Champion vs. Champion Match |
| 36 | Survivor Series: WarGames        | 26. November 2022 | Boston, Massachusetts      | TD Garden                   | 15.609    | The Bloodline (Roman Reigns, Jimmy Uso, Jey Uso, Solo Sikoa und Sami Zayn) vs. The Brawling Brutes (Sheamus, Ridge Holland, und Butch) und Drew McIntyre und Kevin Owens in einem WarGames-Match                   |
| 37 | Survivor Series: WarGames (2023) | 25. November 2023 | Chicago, Illinois          | Allstate Arena              | 17.138    | Cody Rhodes, Seth "Freakin" Rollins, Jey Uso, Sami Zayn, und Randy Orton vs. The Judgment Day (Damian Priest, Finn Bálor, "Dirty" Dominik Mysterio, und JD McDonagh) und Drew McIntyre in einem WarGames-Match     |
| 38 | Survivor Series: WarGames (2024) | 30. November 2024 | Vancouver, Kanada          | Rogers Arena                | 17.828    | Roman Reigns, The Usos (Jey Uso und Jimmy Uso), Sami Zayn, und CM Punk vs. The Bloodline (Solo Sikoa, Jacob Fatu, Tama Tonga, und Tonga Loa) und Bronson Reed in einem WarGames-Match                              |
| 39 | Survivor Series (2025)           | 29. November 2025 | San Diego, Kalifornien     | PETCO Park                  |           | |

## Trivia und Statistiken
- Das kürzeste Survivor-Series-Ausscheidungsmatch in der Geschichte der Veranstaltung (Big Show vs. Big Boss Man, Mideon, Prince Albert & Viscera) fand bei der 1999er Ausgabe statt und dauerte 01:26 Minuten.
- Das bislang längste Ausscheidungsmatch (Team RAW vs. Team SmackDown!) fand bei der 2016er Ausgabe statt und dauerte 52:55 Minuten.
- Die Veranstaltung war 1997 auch Schauplatz des sogenannten Montreal Screwjobs beim Match zwischen Bret Hart und Shawn Michaels.
- 1998 fand zum ersten Mal kein Survivor-Series-Ausscheidungsmatch statt. Stattdessen wurde ein Turnier zur Neuvergabe der vakanten WWE World Championship abgehalten, welches The Rock gewann.
- Im Jahre 2002 fand bei der Survivor Series das erste Elimination-Chamber-Match statt.
- Die Survivor Series 2011 war die bislang letzte WWE-Großveranstaltung überhaupt, die im Madison Square Garden von New York City stattfand.
- Shawn Michaels hält mit insgesamt elf Auftritten den Rekord für die meisten Teilnahmen an Ausscheidungsmatches bei der Veranstaltung. Er stand außerdem als Einziger sechs Mal im Mainevent der Veranstaltung.
- Die meisten Auftritte bei der Veranstaltung allgemein hat der Undertaker absolviert, er trat insgesamt 17 Mal auf. Er hält zwölf Siegen auch den Rekord für die meisten gewonnenen Matches allgemein.
- Die meisten Niederlagen bei der Veranstaltung allgemein musste Shawn Michaels hinnehmen, er unterlag insgesamt zehn Mal.
- Den Rekord für die meisten Eliminierungen in einem einzigen Match halten Aja Kong (1995) und Roman Reigns (2013) mit jeweils vier besiegten Gegnern.
- Die meisten Eliminierungen insgesamt (13) hat Randy Orton vorzuweisen.
- Randy Orton hält mit vier Siegen, davon drei als einziger "Überlebender", ebenfalls den Rekord für die meisten Siege in Ausscheidungsmatches (2003, 2004, 2005 und 2016).
- Aufgrund der Corona-Pandemie fand der PPV 2020 nur vor virtuellem Publikum statt.